# Devil's Night (альбом)
Devil's Night — дебютний студійний альбом детройтського реп-гурту D12, виданий 19 червня 2001 р. Виконавчий продюсер: Eminem. Реліз отримав свою назву на честь Диявольської ночі, детройтської традиції, коли вночі 30 жовтня хулігани підпалюють покинуті будинки. Це явище також зображено у фільмі «Восьма миля». Альбом присвячено пам'яті Bugz, учасника D12, якого застрелили у травні 1999. На цензурованій версії треки «Purple Pills», «Fight Music» перейменовано на «Purple Hills» та «Flight Music».
Платівка містить прихований трек «Girls» у виконанні Емінема, який є дисом на Limp Bizkit, DJ Lethal та Everlast. Devil's Night став першим альбомом, що вийшов на лейблі Shady Records. Платівка посіла 1-шу сходинку чарту Billboard 200 з результатом у приблизно 372 тис. проданих копій за перший тиждень. 30 жовтня 2015 вийшов сиквел The Devil's Night Mixtape.

## Список пісень
| #   | Назва                                        | Продюсер(и)                       | Тривалість |
| --- | -------------------------------------------- | --------------------------------- | ---------- |
| 1.  | «Another Public Service Announcement» (skit) |                                   | 0:49       |
| 2.  | «Shit Can Happen»                            | Mr. Porter                        | 4:52       |
| 3.  | «Pistol Pistol»                              | Eminem; Mr. Porter (дод. прод.)   | 5:23       |
| 4.  | «Bizarre» (skit)                             |                                   | 1:12       |
| 5.  | «Nasty Mind» (з участю Truth Hurts)          | Dr. Dre                           | 4:43       |
| 6.  | «Ain't Nuttin' but Music»                    | Dr. Dre                           | 5:11       |
| 7.  | «American Psycho»                            | Eminem; Jeff Bass (дод. прод.)    | 4:36       |
| 8.  | «That's How» (skit)                          |                                   | 0:37       |
| 9.  | «That's How…»                                | Mr. Porter; Eminem (співпрод.)    | 4:49       |
| 10. | «Purple Pills»                               | Eminem; Jeff Bass (дод. продакшн) | 5:05       |
| 11. | «Fight Music»                                | Dr. Dre                           | 4:22       |
| 12. | «Instigator»                                 | Eminem; Jeff Bass (співпрод.)     | 4:58       |
| 13. | «Pimp Like Me» (з участю Dina Rae)           | Eminem; Jeff Bass (дод. прод.)    | 5:57       |
| 14. | «Blow My Buzz»                               | Eminem; Jeff Bass (співпрод.)     | 5:10       |
| 15. | «Obie Trice» (skit)                          | Mr. Porter                        | 1:07       |
| 16. | «Devil's Night»                              | Eminem; Jeff Bass (співпрод.)     | 4:19       |
| 17. | «Steve Berman» (skit)                        |                                   | 0:50       |
| 18. | «Revelation»                                 | Dr. Dre                           | 5:48       |
| 19. | «Girls»                                      | Eminem                            | 5:35       |

| Бонус-треки обмеженого видання | Бонус-треки обмеженого видання | Бонус-треки обмеженого видання | Бонус-треки обмеженого видання |
| #                              | Назва                          | Продюсер(и)                    | Тривалість                     |
| ------------------------------ | ------------------------------ | ------------------------------ | ------------------------------ |
| 20.                            | «Shit on You»                  | DJ Head; Eminem (співпрод.)    | 5:14                           |
| 21.                            | «Words Are Weapons»            | Funkmaster Flex                | 4:37                           |
| 22.                            | «These Drugs»                  | Eminem, Jeff Bass, DJ Head     | 4:40                           |

## Учасники
- Джефф Бесс — бас-гітара, клавішні, гітара, продюсер
- DJ Head — програмування ударних, продюсер
- Майк Елізондо — гітара, бас-гітара, клавішні
- Скотт Сторч — клавішні
- Камара Кембон — клавішні
- Рей Ґейл — губна гармоніка
- Трейсі Нельсон — бек-вокал
- Луїс Ресто — клавішні, продюсер

## Чартові позиції
| Рік  | Чарт            | Найвищі чартові позиції |
| ---- | --------------- | ----------------------- |
| 2001 | Велика Британія | 2                       |
| 2001 | США             | 1                       |
| 2001 | Швеція          | 9                       |

## Сертифікації
- США — Платиновий (2,1 млн.)
- Канада — Платиновий (300 тис.)
- Велика Британія — Платиновий (300 тис.)
- Франція — Золотий (150,5 тис.)
- Німеччина — Золотий (100 тис.)
- Австралія — Платиновий (70 тис.)
- Японія — Платиновий (60 тис.)